# رائد المقعدي
رائد المقعدي مواليد 4 أغسطس 2006 في السعودية، هو لاعب كرة قدم سعودي يلعب لنادي الحزم.

## مسيرة اللاعب
لعب في الفئات السنية في نادي التسامح وانتقل إلى نادي الحزم في عام 2023.